# CKC Chinese invoermethode
De CKC Chinese invoermethode (纵横汉字输入法) is een invoermethode voor computers om Chinese karakters te coderen. De methode maakt gebruikt van de vier-hoekenmethode.
De codering gebruikt maximaal 4 cijfers ('0' - '9') om een Chinees karakter weer te geven. Alle mogelijke eigenschappen van de strepen die een Chinees karakter vormen, zijn in tien groepen ingedeeld. Elke groep wordt door een van de tien mogelijke cijfers aangeduid. De Chinese karakters kunnen vervolgens worden ingevoerd door de volgorde van de strepen te bepalen aan de hand van de vier hoeken van het karakter. Gebruikers kunnen door de eenvoud van een codering met tien getallen Chinees invoeren met alleen maar een numeriek toetsenbord.
Er zijn aanvullingen beschikbaar voor zowel traditioneel als vereenvoudigd Chinees. De uitgangspunten van de codering zijn echter op beide talen van toepassing. Dit betekent dat de gebruiker maar één keer opgeleid hoeft te worden en dat de bekwaamheid net zo goed op de versie van de CKC Chinese invoermethode met traditioneel Chinees als op die met vereenvoudigd Chinees kan worden toegepast.
Opleidingen op het gebied van de CKC Chinese invoermethode worden verzorgd door opleidingscentra van het CKC Centre for the Development of Information Technology for Chinese Language Teaching aan The Hong Kong Institute of Education, IVE Haking Wong en aan de Hong Kong University.

## De samenstelling

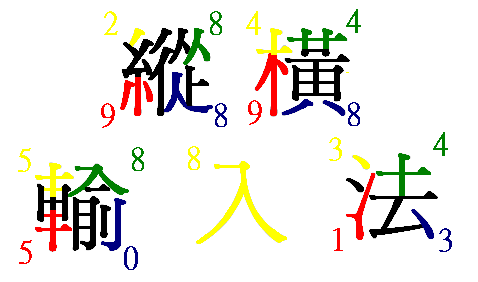
Voorbeeld van de CKC Chinese invoermethode.

De samenstelling van groepen strepen en hun bijbehorende getallen tussen 0 en 9 kan als volgt worden omschreven:
一橫二豎三點捺
叉四插五方塊六
七角八八九是小
撇與左勾都是零
Dit betekent: 1 is een horizontale streep, 2 is een verticale of diagonale streep, 3 is een punt of een diagonale streep van links naar rechts, 4 is twee strepen in de vorm van een kruis, 5 is drie of meer strepen waarbij een streep alle andere strepen doorkruist, 6 is een vierkant, 7 is een streep met een hoek erin, 8 is de vorm van het Chinese karakter 八 en de omgekeerde variant ervan, 9 is de vorm van het Chinese karakter 小 en de omgekeerde variant ervan en 0 is een diagonaal van rechts naar links of een streep met een bocht naar links.

## Codeerregel: enkele karakters
1. De volgorde van de codering: de codering begint met de linkerbovenhoek, dan komt de rechterbovenhoek, daarna de linkerbenedenhoek en als laatst de rechterbenedenhoek. Voorbeeld: de CKC-code voor het karakter "的" is 0760.
2. Als er meer dan één manier is om een karakter te coderen, gebruik dan de manier die meer strepen van het karakter omschrijft. Voorbeeld: de CKC-code voor het karakter "綜" is 2399 in tegenstelling tot 2393.
3. Codeer iedere vorm maar ÉÉN KEER. Voorbeeld: de CKC-code voor het karakter "香" is 06 in tegenstelling tot 0066.
4. Als er meer dan één manier is om een karakter te coderen, is het aan te raden om de strepen die aan de meest linkse of meest rechtse kant van het karakter staan, te coderen. Voorbeeld: de CKC-code voor het karakter "非" is 1111 in tegenstelling tot 2222.
5. Strepen die aan de bovenkant van het karakter staan, zijn belangrijker om te coderen dan strepen die lager staan. Voorbeeld: de CKC-code voor het karakter "成" is 5307 in tegenstelling tot 7307.

## Beschikbaarheid software
De software kan van de website van The CKC Chinese Input System worden gedownload en is compatibel met Microsoft Windows. Voor andere systemen, zoals Linux, Palm en Pocket PC, is de software nog in ontwikkeling.

## WebCKC
Het is ook mogelijk om de CKC Chinese invoermethode te gebruiken zonder deze op een pc te installeren. Op elke pc kan gebruik worden gemaakt van de CKC Chinese invoermethode via  WebCKC als de pc met internet is verbonden en MS Internet Explorer wordt gebruikt voor de invoer van Chinese karakters.